# I tre ometti nel bosco

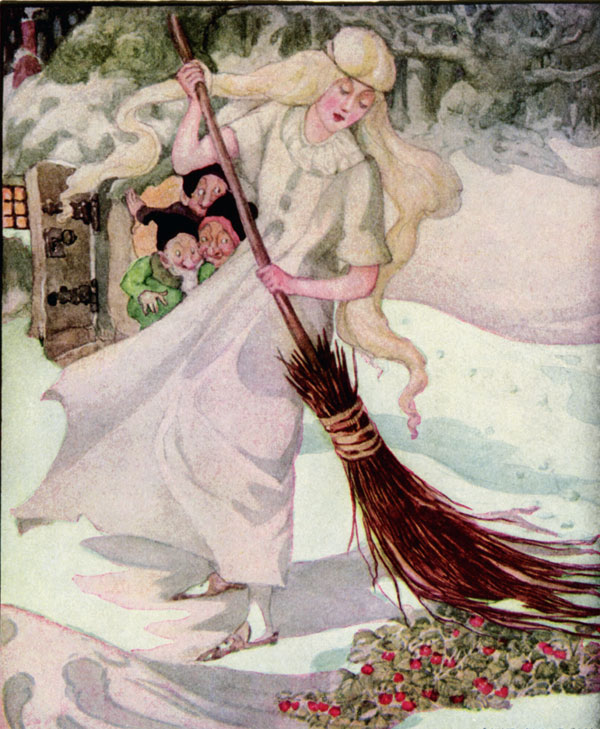
Illustrazione della fiaba a opera di Anne Anderson

I tre ometti nel bosco (titolo tedesco: Die drei Männlein im Walde) è una fiaba germanica contenuta nella raccolta Fiabe dei fratelli Grimm.

## Trama
Una donna, rimasta senza marito, si offrì in matrimonio a un vedovo, promettendo che la figlia di quest'ultimo avrebbe fatto il bagno nel latte e avrebbe bevuto vino, mentre la propria figlia si sarebbe lavata nell'acqua e avrebbe bevuto acqua. L'uomo, allora, diede alla figlia uno stivale con la suola bucata, ordinandole di riempirlo d'acqua: se fosse rimasto pieno avrebbe preso moglie, altrimenti vi avrebbe rinunciato. La fanciulla fece come le era stato chiesto e quando l'uomo si avvide che l'acqua aveva ristretto il buco dello stivale che si era perciò riempito sino all'orlo, non gli restò che mantenere la sua parola e così sposò la vedova.
Ben presto, però, la donna cominciò a non mantenere la promessa fatta inizialmente e prese a bistrattare la figliastra. Un giorno, per farle dispetto, le fece indossare un vestito di carta, le diede un pezzetto di pane duro e le disse di uscire nel gelo invernale a raccoglierle un cestino di fragole. Nonostante le proteste, la bella fanciulla dovette cedere. Arrivata nel bosco, vide tre nanetti affacciati alla finestra di una casetta. Li salutò e chiese di entrare per potersi scaldare e mangiare un po' della sua colazione. I nani furono lieti di accoglierla e, quando le chiesero di condividere il suo tozzo di pane con loro, la fanciulla gliene diede volentieri. Poi gli ometti, mentre lei spazzava la neve dal vialetto, decisero di farle tre regali: che diventasse sempre più bella, che le cadessero monete d'oro dalla bocca ogni volta che avesse parlato e che sposasse un re. Sotto la neve la fanciulla trovò tante belle fragoline, le colse, ringraziò i nani e tornò a casa.
La figlia della matrigna diventò presto invidiosa della sorellastra che al solo aprir bocca riempiva la casa di monete d'oro e volle andare anch'ella a raccogliere le fragole nel bosco. La madre, dapprima contrariata, alla fine acconsentì. La ragazza, tutta impellicciata, arrivò dai nani e, senza salutarli, entrò nella casetta per mangiare le sue focacce, rifiutandosi di dividerle con loro. Naturalmente non volle nemmeno spazzare la neve e, mentre ella andava via senza riuscire a trovare nemmeno una fragolina, i nanetti, per punizione, decisero che sarebbe diventata sempre più brutta, che le sarebbero usciti dei rospi dalla bocca ogni volta che avesse parlato e che sarebbe morta violentemente.
La matrigna, sempre più inviperita, continuò a tormentare la povera figliastra, che un giorno però si imbatté nel re in persona, il quale, vedendola tanto bella, se la portò a palazzo e la sposò.
Dopo un anno la giovane partorì e, quando la matrigna venne a saperlo, si recò al castello, gettò nel fiume la regina e nel letto al suo posto vi fece stendere la figlia brutta, facendo in modo che il re non se ne avvedesse per giorni, finché uno sguattero non vide un'anatrella nel fiume che lo riempì di domande e, riprese per pochi istanti le sembianze umane, allattò il suo bambino, per poi tornare nuovamente al fiume. E così accadde per diverse notti, finché il re venne a saperlo e l'anatra si trasformò definitivamente nella regina. La matrigna e la sorellastra furono chiuse in un barile foderato di chiodi e fatto rotolare giù da un monte fino al fiume.

## Classificazione
- KHM 13.
- Sistema di classificazione Aarne-Thompson: tipo 403, The Black and the White Bride, e 450, Little Brother and Little Sister.

## Origini e varianti

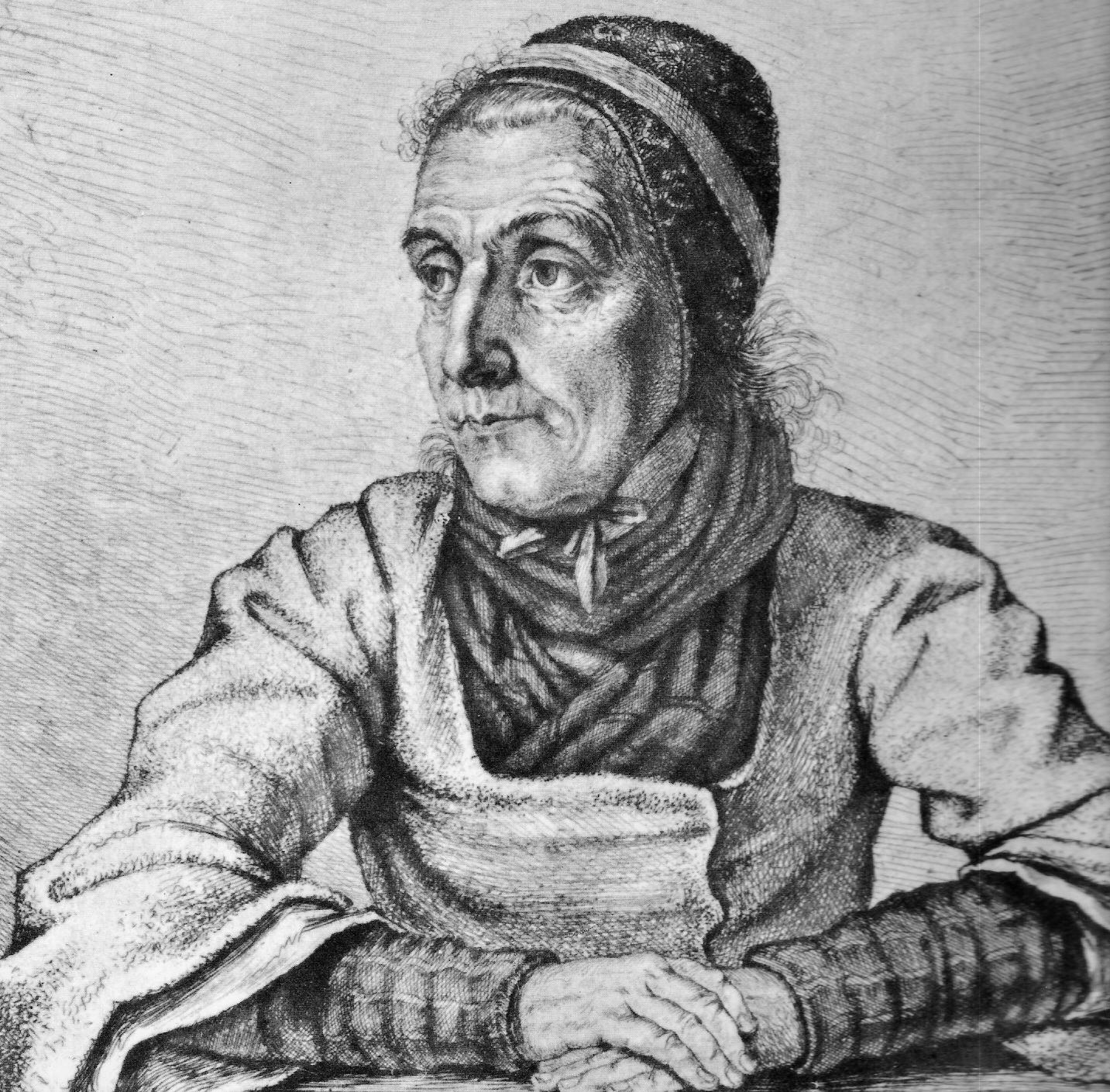
Ritratto di Dorothea Viehmann ad opera di Ludwig Emil Grimm

La prima versione della fiaba, del 1812, la cui fonte, per i Grimm, fu Dortchen Wild (1795-1867), descrive gli episodi dello stivale, delle fragole d'inverno e, brevemente, l'annegamento e la trasformazione della fanciulla in anatra. Il resto venne aggiunto nella versione del 1819, grazie al materiale apportato da Dorothea Viehmann (1755-1815) e Amalie Hassenpflug (1800-1871).
Si possono trovare alcune somiglianze con altre fiabe.  Il tema della fanciulla buona e di quella cattiva è presente in una storia austriaca (Lohn und Strafe), divenuta poi parte della fiaba Frau Holle (o Madama Holle) dei fratelli Grimm, ma anche in Le fate di Charles Perrault e in Le tre fate di Giambattista Basile (Pentamerone). Il tema della matrigna che per ostacolare il matrimonio dell'eroina usurpa il suo posto per sostituirla con la propria figlia è presente in La betulla fatata e Fratellino e Sorellina dei fratelli Grimm, La strega nella barca di pietra di Andrew Lang, L'anatra bianca di Aleksandr Afanas'ev.